# Du hành liên sao
Du hành không gian liên sao là du hành không gian có người lái hoặc không người lái giữa các ngôi sao. Khái niệm du hành trong không gian liên sao trên các phi thuyền vũ trụ liên sao là mảnh đất màu mỡ cho khoa học viễn tưởng. So với du hành liên hành tinh, du hành liên sao khó khăn hơn rất nhiều. Du hành giữa các thiên hà càng khó khăn hơn.
Nhiều bài báo khoa học về các khái niệm liên quan đã được công bố. Với thời gian đủ lớn và khoa học kỹ thuật cho phép, cả du hành không người lái và có người dường như đều có thể, mặc dù nó là một thách thức công nghệ và kinh tế rất đáng kể, không thể đáp ứng trong tương lai gần, nhất là tàu có người lái.

## Điều khác biệt trong du lịch liên sao
Du hành liên ngôi sao không giống như du hành trên Trái Đất. Thời cổ đại và trung đại, du lịch vòng quanh Trái Đất chẳng khó khăn lắm chỉ mất vài năm. Ngày nay, máy bay đi xung quanh Trái Đất cần khoảng hai ngày, phi thuyền trên quỹ đạo gần Trái Đất chỉ cần 90 phút thôi, bay lên Mặt Trăng 3 ngày nhưng bay tới ngôi sao khác mất từ mấy chục tới mấy ngàn năm.
Thí dụ nếu khoảng cách từ Mặt Trời tới Trái Đất bằng một mét (150 x 106 km), thì ngôi sao gần nhất xa hơn 270 cây số (40,5 x 1012 km). Nếu một chiếc phi thuyền bay với vận tốc 3000 km/s (1% tốc độ ánh sánh), thời gian để chiếc phi thuyền đó bay đến ngôi sao gần nhất là 430 năm.
Giả sử muốn đi du lịch 10 năm ánh sáng (9,5 x 1013 km, không gồm thời gian gia tốc):
| Vận tốc (km/giây) | Thời gian (năm) | Năng lượng (J/kg) |
| ----------------- | --------------- | ----------------- |
| 3000 (0.01c)      | 1000            | 4,5 x 1012        |
| 15 000 (0.05c)    | 200             | 1,1 x 1014        |
| 30 000 (0.10c)    | 100             | 4,5 x 1014        |
| 150 000 (0.50c)   | 20              | 1,4 x 1016        |
| 210 000 (0.70c)   | 14.3            | 3,6 x 1016        |

Một phi thuyền khối lượng khoảng 100 000 kg sẽ cần 1,1 x 1019 J để có thể đến vận tốc 15 000 km/s và du hành 200 năm. Khi sắp tới ngôi sao đó phải giảm tốc độ, có lẽ sẽ cần thêm 1,1 x 1019 J. Nếu hiệu suất của động cơ bằng 0.3 tổng năng lượng là 7,3 x 1019 J bằng 15,5% năng lượng toàn thế giới đã dùng năm 2008 (4,74×1020 J). Muốn có đủ năng lượng để cung cấp cho phi thuyền liên sao, con người phải dùng năng lượng nguyên tử. Với kỹ thuật ngày nay, con người vẫn chưa thể tạo một phi thuyền như vậy.
Nếu muốn gửi người lên phi thuyền du hành liên sao, vài vấn đề khác xuất hiện. Thứ nhất là phóng xạ vũ trụ: proton hay nguyên tử có vận tốc gần vận tốc ánh sáng và tia gamma. Người ở Trái Đất có khí quyển và từ trường Trái Đất để bao vệ. Phi thuyền bay liên sao phải dùng tường hay từ trường nhân tạo để bảo vệ con người bên trong. Tường (vỏ phi thuyền) sẽ tăng năng lượng phi thuyền và từ trường có sức đủ sẽ tốn năng lượng nhiều. Cũng không nên tạo vỏ phi thuyền bằng chất có nguyên số cao cạnh phóng xạ này tại khi proton chúng (va chạm vào vỏ phi thuyền) dễ thể tạo phóng xạ nhì lợi hại hơn phóng xạ gốc. Vỏ phi thuyền nên làm bằng chất có nguyên số thấp như cacbon để tránh tạo ra phóng xạ hại thêm. Từ trường cao ảnh hưởng sức khỏe con người như thế nào còn chưa rõ. Thời tương lai, có lẽ có khả năng chỉnh di tố người chịu phóng xạ mức cao hơn.
Thứ hai, con người phải ở trong môi trường nhiệt độ không cao quá hoặc thấp quá, có không khí, nước uống, và đồ ăn. Cần một hệ thống xài không khí, nước, v.v. lại mà hoạt động không hư. Đời sống con người chưa đủ dài để sống tới kết thúc du hành nếu kéo đi hơn 70 - 80 năm. Có thể đổi di tố người sống thọ hơn nhiều nhưng chưa ai tìm ra phương pháp. Có nhà học đang nghiên cứu phương pháp kéo dài tuổi thọ con người và trong vài chục năm nữa họ sẽ thành công. Có những phương pháp có thể làm cho người sống lâu hơn, trên mặt lý thuyết, như ngủ một giấc thật dài. Vì khi ngủ cơ thể như ngừng hoạt động, do đó làm chậm lại quá trình lão hoá. Hoặc là làm phương pháp nào đó đóng băng con người nhưng vẫn giữ các cơ quan nội tạng không bị hại. Nếu người du hành được làm như vậy họ có thể làm đời sống kéo dài vài trăm năm thậm chí vài ngàn năm.
Một chuyển đi dài như vậy đương nhiên các thiết bị máy móc trong phi thuyền sẽ hư hao, chứa kể đến nhưng tai nạn có thể xảy ra ngoài không gian. Để giải quyết vấn đề máy móc hư hỏng, nên gửi khoảng 100+ người chung, như lập một "làng liên sao" nhỏ đi du hành và mỗi người sẽ có vài nghề nghiệp quan trọng như sản xuất bộ phận, sửa chữa phi thuyền. Những bộ phận khác cũng rất cần thiết như y tế, hướng dẫn phi thuyền, thiên văn, trồng và nuôi cây, khu vực giải trí, v.v. Vài thế hệ người của làng này sẽ chết và sinh ra trên phi thuyền trước khi tới, phải có đủ chỗ cho các thế hệ sau.
Tâm lý cũng đóng vai trò quan trọng trong chuyến đi dài. Gửi nhiều người sẽ giúp giải quyết vấn đề đó. Ít có người chịu đi du hành xa mà biết trước sẽ không gặp kết quả du lịch (nếu môi trường Trái Đất trở nên quá xấu chắc không khó kiếm người). Người du hành bị nhốt trong phi thuyền quá lâu nhưng có gia đình và bạn bè đi chung có thể giảm bớt cảm giác buồn chán. Ngược lại gửi nhiều người chung sẽ tạo vấn đề của một xã hội nhỏ.
Không có sức hút trọng trường chỉ vài tháng làm cơ thể người sẽ yếu, xương sẽ bị mất calcium. Tập thể dục và uống thuốc có thể ngăn chặn sự suy yếu của cơ thể nhưng không thể chữa hoàn toàn. Các kỹ sư đã nghĩ đến tạo ra phi thuyền có bộ phần quay tròn và dùng gia tốc này làm sức hút nhân tạo. Bán kính bộ phận này phải lớn ít nhất vài chục mét.
Gia tốc a = r ω2, ω là tốc độ quay, r là bán kính. Tại mặt Trái Đất a ≈ 9,8 m/giây2.
| Bán kính (m) | Tốc độ quay (rad/giây) | Tốc độ quay (vòng/phút) | Vận tốc tại r (m/giây) | Sự khác gia tốc (m/giây2) |
| ------------ | ---------------------- | ----------------------- | ---------------------- | ------------------------- |
| 10           | 0,98                   | 9,4                     | 9,9                    | 1,7                       |
| 15           | 0,81                   | 7,7                     | 12,1                   | 1,1                       |
| 20           | 0,70                   | 6,7                     | 14,0                   | 0,83                      |
| 25           | 0,63                   | 6,0                     | 15,6                   | 0,67                      |
| 30           | 0,57                   | 5,5                     | 17,1                   | 0,56                      |
| 35           | 0,53                   | 5,1                     | 18,5                   | 0,48                      |
| 40           | 0,49                   | 4,7                     | 19,8                   | 0,42                      |
| 45           | 0,47                   | 4,5                     | 21,0                   | 0,37                      |
| 50           | 0,44                   | 4,2                     | 22,1                   | 0,33                      |

Sự khác gia tốc là gia tốc giữa đầu và chân cho một người cao 1,7 m cao. 
Đổi di tố người cũng có thể giúp chuyện này.

## Vấn đề Năng lượng
Du hành liên sao cần năng lượng rất nhiều cho nên giá tốn gởi phi thuyền sẽ theo năng lượng. Nhờ vai cộng thức có thể xem xét cần trở cấp năng lượng bao nhiêu. Du hành có hai nhiệm vụ:
1. phải có năng lượng đủ cho tăng tốc độ và giàm tốc độ 
2. năng lượng cho chạy hệ thống của phi thuyền như điều khiển, chuyển hướng, nuôi phi hành gia, v.v.
Nếu đi chậm, thì bớt năng lượng tăng/giảm tốc độ nhưng cần thêm năng lượng cho chạy hệ thống phi thuyền lâu hơn. Phương trình động năng là hàm số bậc nhị vận tốc:
Nđ ∝ m v2  (v << c)
(m là khối lượng phi thuyền), con phương trình năng lượng chạy các hệ thống năng phi thuyền là hàm số nghịch biến của vận tốc (bậc nhất của thời gian):
Nh ∝ k/v
(k là khoảng cách du hành)
Tổng cộng năng lượng bằng
N = b1 m v2 + b2 k/v
và b1 và b2 là hai hằng số.
Nếu đạo hàm  cộng thức này có thể tìm vận tốc tiết kiệm năng lượng nhất
dN/dv = 2 b1 m v – b2 k/v2 = 0
v = [(b2 k)/(2 b1 m)] 1/3
hay
v ∝ (k/m)1/3
Từ cộng thức này là hàm số căn ba thuộc tỉ lệ k/m. Kết quả là phi thuyền nhẹ bay xa nên bay nhanh còn phi tuyền nặng (ví dụ chở mặt hàng) nên bay chậm hơn.
Công thức ở trên rất đơn giản và chưa biết giá trị khối lượng và hai hằng số b1, b2.

## Chuyển Hướng
Trước bay tới ngôi sao nào phải biết vị trí và vận tốc của nó tương đối với thái dương hệ của mình. Mặc dù biết vị trí và vận tốc, có ngôi sao quá xa ở ngoài phạm vi phi thuyền không thể bay đến. Còn ngôi sao trong phạm vi phi thuyền bây giờ sẽ ra khỏi phạm vi phi thuyền trước có thể tới nó. Ngược lại có ngôi sao ở ngoài phạm vi sẽ ở trong khi tới vì đang di chuyển gần tới thái dương hệ mình.

Phạm Vi Phi Thuyền

Cho ngôi sao đang di chuyển đi hướng gần tới mình có cơ hội tiết kiệm năng lượng và thời gian du hành nếu gặp nó tại điểm đi ngang gần nhất. Để tính thời điểm này phải biết vị trí (x0) và vận tốc (vsao) ngôi sao tương đối với mình (t = 0 nghĩa là thời ngày này):
x(t) = x0 + vsao t
và khoảng cách tương đối k của ngôi sao là:
k = √(x02 + t vsao • x0 + t2 vsao) = √(x0 • x0 + 2x0 • vsao t + vsao • vsao t2)
Đạo hàm và đặt = 0
x0 • vsao + vsao • vsao tgần = 0
hay
tgần = x0 • vsao/(vsao • vsao)
Nếu tgần < 0 nghĩa là thởi điểm gần nhất đã qua rồi.

Điểm Gần

Đương nhiên phi thuyền phải khởi đầu du hành trước thời tgần nếu muốn bay đến tại điểm gần nhất. Thời khởi hành theo vận tốc của phi thuyền vphi và cách gần nhất:
kgần = | x0 + v0 • x0 tgần + v0 tgần2 |
và thời gian bay tới:
tphi = k/|vphi|
tkhởi = tgần – tphi
Hướng bay là:
xphi = x0 + v0 • tgần
tức là hướng đến điểm gần nhất ngôi sao sẽ bay ngang. Như trước, nếu tkhởi < 0 nghĩa là thời khởi động đã muộn rồi hay nên tặng tốc độ phi thuyền vphi nhanh hơn.
Cho du hành ngôi sao khởi động muộn hay muốn khởi động đi trước thời điểm gần nhất, phải tính hướng phương pháp khác một chút. Cộng thức vectơ hướng đi là
vphi t = x0 + vsao t

Điểm Không Gần

và t = 0 khi khởi đầu du hành. Bởi chưa biết thời gian du hành mình chưa biết hướng của vphi. Nhờ hình học để kiếm thời gian du hành
(vphi t)2 = x02 + (vsao t)2 – 2 x0 • vsao t cos ห
và
cos ห = |x0 • vsao|/|x0||vsao|
(vphi2 – vsao2) t2 + (2|x0 • vsao|2/(|x0||vsao|) t – x02 = 0
Dùng cộng thức bậc 2 để tính hai nghiệm t:
t =  [B ± √(B2 – 4A C)]/(2A)
khi
A = (vphi2 – vsao2)
B = 2|x0 • vsao|2/(|x0||vsao|)
C = –x02
Thời gian du hành lần nào có hai giá trị số thật vì biệt thức lần nào là số thừc. Có hai gíá trị cho t: giá trị nhỏ khi ngôi sao chưa tới điểm gần nhất và giá trị lớn khi ngôi sao đã qua điểm gần nhất.
Còn một vấn đề chuyển hướng rất lớn. Thật vị trí ngôi sao x0 và vận tốc vsao tương đối của ngôi sao nào chưa biết rõ vì nó quá nhỏ so với cách tới nó. Ví dụ giả sử có ngôi sao như mặt trời (≈ 1,4 × 106 km) cách xa khoảng 10 năm ánh sáng (≈ 9,5 × 1013 km). Tỉ số đường kính: cách xa bằng:
	1,4 × 106 km/9,5 × 1013 km = 1,5 × 10−8
như bắn tới điểm sáng bé nhỏ chỉ rộng 0,15 mm từ 10 km xa! Cho ngôi sao lớn hơn mặt trời 10 lần, này chỉ tăng đến 1,5 mm. Thật sự người lái phi thuyền không muốn tới ngôi sao nhưng muốn vào một qũy đạo quanh nó. Thay ~0.15 mm hay ~1,5 mm, mục tiêu thực nở rộng thành:
3,0 × 108/9,5 × 1013 = 3,2 × 10−6
hay ~3,2 cm cho qũy đạo như Trái Đất hay
1,56 × 109/9,5 × 1013 = 1,6 × 10−5
~16 cm cho qũy đạo Mộc Tinh. Thật không ai chỉ bắn phi thuyền đến mục tiêu mà lái nó đến, chỉnh hướng đi khi đang bay tới. Độ chính xác ở trên cũng tương đương khả năng gởi tàu vũ trụ rôbô nghiên cứu các hành tinh trong Thái Dương Hệ hiện nay.